# Josef Beeking
Josef Beeking (* 6. September 1891 in Recklinghausen; † 18. November 1947 in Freiburg im Breisgau) war ein römisch-katholischer Theologe, Fürsorge- und Caritaswissenschaftler.

## Leben
Josef Beeking wurde als drittes Kind von insgesamt acht Kindern des Schreinermeisters Julius Beeking und seiner Ehefrau Maria, geb. Ostermanns geboren. Er studierte von 1913 bis 1919 Philosophie und katholische Theologie sowie Staatswissenschaften an den Universitäten in Münster und Freiburg i. Br., unterbrochen 1917/18 durch Militärdienst. Er wurde am 5. April 1919 im Dom zu Münster zum Priester geweiht. Von 1919 bis 1921 war er Kaplan in Bork/Westfalen. 1923 promovierte er zum Dr. theol. Er war seit 1921 mehrere Jahre Generalsekretär und Leiter des "Referats für Jugendfürsorge" beim Deutschen Caritasverband. In dieser Zeit hat er mehrere Arbeiten zur Jugendfürsorge und zum neuen Jugendwohlfahrtsgesetz veröffentlicht. Von 1921 gehörte er dem von Heinrich Weber geleiteten Fachausschuss für Caritaswissenschaft des deutschen Caritasverbandes an. Weber und Beeking kooperierten eng miteinander und ergänzten sich in ihren Veröffentlichungen. 1926 habilitierte sich Beeking in Freiburg, 1931 wurde er dort außerordentlicher Professor. Schon als Privatdozent war er am Auf- und Ausbau des "Instituts für Caritaswissenschaft" an der Universität Freiburg i.Br. maßgeblich beteiligt. 1927 übernahm Beeking zusätzlich die Leitung des neuen Jugendleiterinnenseminars des Deutschen Caritasverbandes.
1935 wurde ihm aufgrund einer Denunziation die Lehrbefugnis entzogen. Er musste nach Österreich und in die Schweiz fliehen. 1935 erhielt er eine Professur in Salzburg und 1940 in Solothurn. Dort war er mit weiteren fürsorgerischen, pastoraltheologischen und publizistischen Arbeiten tätig.
Nach dem Zweiten Weltkrieg kehrte er nach Freiburg i.Br. zurück und wurde 1947 dort außerplanmäßiger Professor. Seine letzte Vorlesung widmete er dem Thema "Sinn und Verantwortung der Geschlechter".

## Schriften

### Als Verfasser
- Caritas und Jugendamt. Freiburg i. Br. 1924.
- Familien- und Anstaltserziehung in der Jugendfürsorge. Herder, Freiburg i. Br. 1925.
- Zeitfragen der Kinder- und Jugendfürsorge. Caritasverlag, Freiburg i. Br. 1927.
- Probleme der Ausbildung zum sozialen Beruf. In: Jahrbuch der Caritaswissenschaft, Jg. 1928, S. 87–101.
- Grundriss der Kinder- und Jugendfürsorge. Herder, Freiburg i. Br. 1929.
- Katholische Kinder- und Jugendfürsorge. In: Jahrbuch für Erziehungswissenschaft und Jugendkunde, Jg. 4 (1929).
- Die Caritaswissenschaft im Organismus der Sozialethik. Eine moralhistorische Studie. In: Jahrbuch der Caritaswissenschaft, Jg. 1932, S. 76–85.
- Gebete in Tagen der Krankheit. Kanisius, Freiburg/Schweiz 1933.
- Grundlagen von Ehe und Familie. 5 Bände. F. Rauch, Innsbruck 1937–1940.
- Das Geheimnis der christlichen Erziehung. Benziger & Co, Einsiedeln 1940.
- Grundfragen der erzieherischen Führung. Benziger & Co, Einsiedeln 1940.
- Lebensbeherrschung. Ein Werkbuch der Charakterbildung. O. Walter, Olten 1945.
- Christliche Bildung und Erziehung. Hess, Basel 1945.

### Als Herausgeber
- Das Reichsgesetz für Jugendwohlfahrt und die Caritas. Eine grundsätzliche Würdigung verbunden mit Wegweisungen für die praktische Arbeit (= Schriften zur Jugendwohlfahrt, Bd. 3). 1. Aufl. 1923, 2. Aufl. 1925.